# Rodolphe Cattin
Rodolphe Cattin est un designer horloger et joaillier suisse.

## Biographie
Originaire des Bois (JU), Rodolphe Cattin est né le 28 juillet 1958 à Porrentruy. Il grandit ensuite à La Chaux-de-Fonds, où il baigne très tôt dans l’univers horloger, son père dirigeant une entreprise de fabrication de boîtiers, notamment pour Rolex ou Jaeger-LeCoultre. Après sa scolarité obligatoire, il entre à l’École d’Art Appliqués de La Chaux-de-Fonds où il étudie la bijouterie et le sertissage. En parallèle, il suit des cours de design.
Marié et père de trois enfants, designer indépendant, il vit et travaille à Neuchâtel.

## Carrière

### Les débuts
Rodolphe Cattin fait ses armes dans diverses sociétés horlogères avant d’entrer à l’âge de 20 ans chez Omega pour y effectuer un stage de prototypiste. Il décline une proposition de contrat de dessinateur-concepteur pour la marque et entre alors en 1983 chez Tissot au Locle.

### Premiers succès
En 1985, il rejoint Longines à Saint-Imier comme designer. Un de ses premiers défis consiste à relancer le marché italien. Il dessine une ligne dont les collections prennent le nom de « Rodolphe by Longines ». La gamme connaît  six collections consécutives.
Dès 1989, il ouvre en parallèle son propre bureau de design Rodolphe & Co Design à La Chaux-de-Fonds et travaille pour diverses marques horlogères classiques mais créé aussi des produits horlogers pour des marques « fashion ». Il reçoit le prix du groupement des jeunes dirigeants en 1993.
En 1995, il quitte Longines et lance sa propre ligne « Rodolphe by Rodolphe », sa première  collection de montres indépendante. La marque Rodolphe ainsi que la société Rodolphe Montres et Bijoux sont fondées en 1999. Elles s'installent en 2002 aux Bois, village d'origine de Rodolphe Cattin.

### Alliance et déconvenues
Dès 2005, la marque Rodolphe est intégrée, avec Pierre Kunz, Alexis Barthelay et Becker Strauss, au groupe Franck Muller Watchland. L’objectif est de se libérer des contraintes techniques pour se concentrer sur la création. Les compétences du groupe permettent aussi à la marque Rodolphe de monter en gamme. En 2007, toutes les activités Rodolphe sont transférées à Neuchâtel, dans un immeuble donnant sur la Place Pury. Cette ancienne banque est entièrement rénovée. Un concept café et showroom de la marque est ouvert au rez-de-chaussée du bâtiment, qui devient un avant-club l’année d’après. La collaboration avec le groupe genevois Franck Muller prend toutefois fin en 2009 à la suite de graves dissensions. Rodolphe Cattin quitte la marque qui porte son prénom et qu’il avait fondée.
En 2010 Il recrée un studio de design indépendant. La même année, il lance le Concept MRC, (Manufacture Rodolphe Cattin) avec Thomas Meyer, ancien directeur de la marque Aquanautic. MRC propose des lignes hommes et femmes. La fabrication est sous-traitée. Mais  l’expérience tourne court, notamment à cause d’investisseurs volatiles et le projet est abandonné en 2013.
Rodolphe Cattin poursuit depuis lors sa carrière en indépendant pour des marques horlogères et joaillères internationales, entouré d’une petite équipe au sein de son studio de design.

## Marques
Rodolphe Cattin a notamment travaillé pour les marques, :
Esprit, Puma, Breil, Cerruti 1881, Mellerio dits Meller, Universal Genève, Wyler Vetta, Caterpillar, Bovet, Roamer, Rado, Chagal, Bulova, Carrera, Swiza, Corum, Frédéric Constant, Tous, Christian Lacroix, Nina Ricci, Michel Herbelin, Maty, Eden Park

## Réalisations

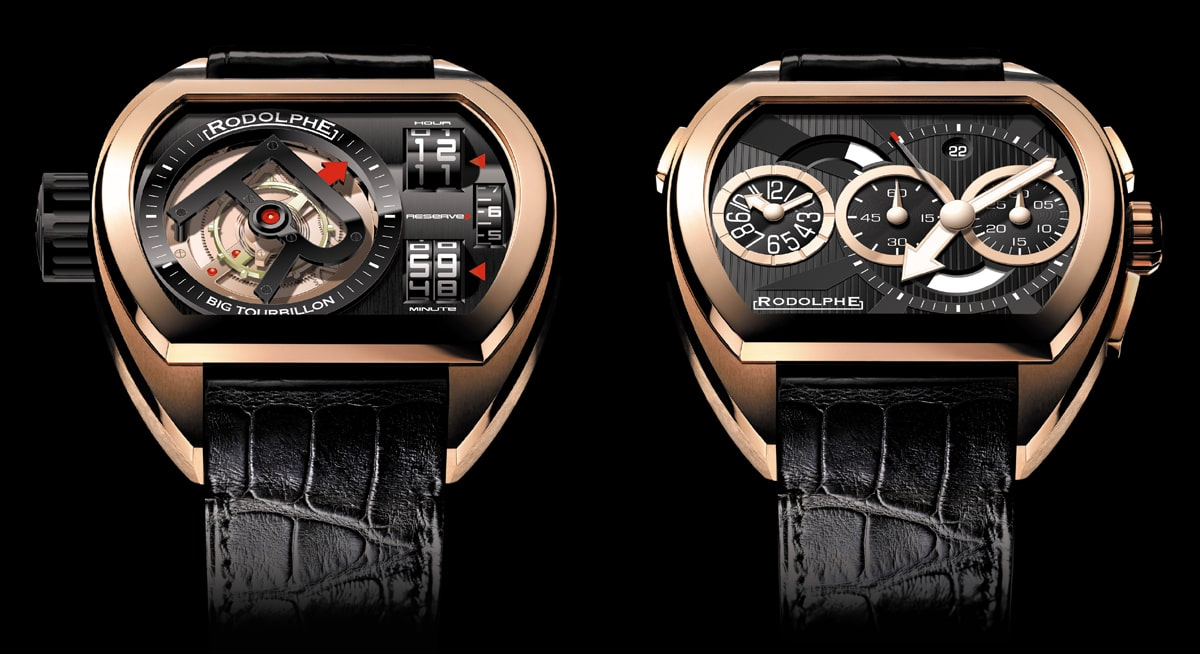
Le modèle Instinct 180°

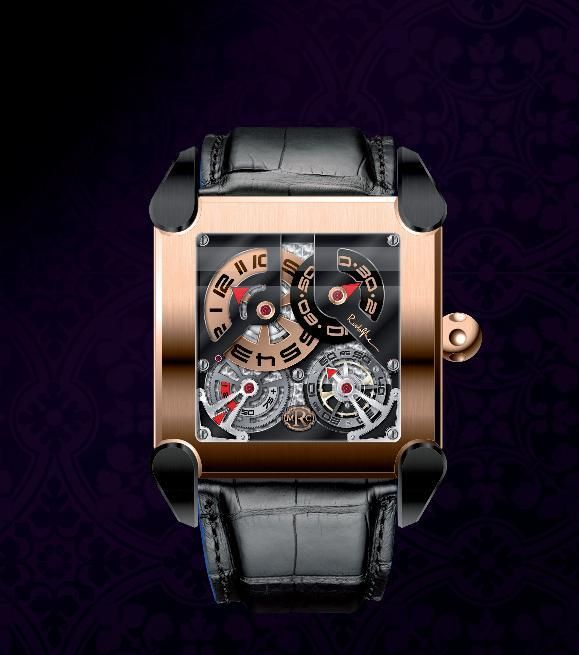
La Tempovision tourbillon

Un certain nombre de modèles de montres ont été créées par le designer.
- Rodolphe Cattin a dessiné « La Grande Classique de Longines »[26].
- En 2002, Rodolphe Cattin propose sous sa propre marque la Viper[27] , en lien avec la voiture de sport de Dodge.
- Caractérisée par sa forme tonneau[28], l’Instinct 180° a été « Prix de la montre de l’année 2006 » de l’Hebdo[29].
- L’Instinct Basic 4851 Four Time Zone termine 3e du prix de la Montre de l’année 2008[30].
- La Tempovision Tourbillon Squelette est proposée en 2010.
- L’Admiral’s Cup Legend 42 de Corum, sortie en 2011.
- Pour Baselworld 2012 est présentée la Witness One[31], avec tourbillon et cadran squeletté.

## Sport
Supporter du HCC, club de hockey de La Chaux-de-Fonds, Rodolphe Cattin s’est investi durant quelques années dans la vie du club. Il a notamment contribué à sortir le HCC d’une période difficile et a assuré la vice-présidence du comité de 2007 à 2015.